# Помос
Помо̀с (на гръцки: Πωμός) е село в Кипър, окръг Пафос. Според статистическата служба на Република Кипър през 2001 г. селото има 595 жители.
Намира се на 17 км североизточно от Полис.